# Казахстан (Маркакольський район)
Казахста́н (каз. Қазақстан) — село у складі Маркакольського району Східноказахстанської області Казахстану. Входить до складу Буранівського сільського округу.
Населення — 232 особи (2021; 379 у 2009, 439 у 1999, 395 у 1989).
Національний склад станом на 1989 рік:
- казахи — 100 %

У радянські часи село мало також назву Шиганші.